# Coralie Fargeat
Coralie Fargeat (Parijs, 24 november 1976), is een Franse filmregisseur, producent, scenarioschrijver en editor. 

## Biografie
Fargeat studeerde aan La Fémis. Haar korte film Reality+ uit 2014 won de juryprijs op het Tribeca Film Festival. In 2017 ging haar speelfilmdebuut Revenge in premiére op het Internationaal filmfestival van Toronto.
Haar grote doorbraak kwam met The Substance uit 2024, die geselecteerd werd voor het Filmfestival van Cannes, waar ze de prijs voor beste scenario won. De film was tevens een grote hit in de bioscopen en Fargeat werd genomineerd voor beste regisseur en scenarioschrijver bij de 82e Golden Globe Awards.

## Filmografie

### Films
| Jaar | Film          | Bijdragen | Bijdragen | Bijdragen | Bijdragen | Opmerkingen |
| Jaar | Film          | Regie     | Scenario  | Productie | Editor    | Opmerkingen |
| ---- | ------------- | --------- | --------- | --------- | --------- | ----------- |
| 2024 | The Substance | Afgevinkt | Afgevinkt | Afgevinkt | Afgevinkt |             |
| 2017 | Revenge       | Afgevinkt | Afgevinkt |           | Afgevinkt |             |

## Prijzen en nominaties
De belangrijkste:
| Jaar | Prijs                   | Categorie                | Film          | Uitslag       |
| ---- | ----------------------- | ------------------------ | ------------- | ------------- |
| 2025 | Golden Globes           | Beste regisseur          | The Substance | In afwachting |
| 2025 | Golden Globes           | Beste script             | The Substance | In afwachting |
| 2025 | Critics Choice Awards   | Beste regisseur          | The Substance | In afwachting |
| 2025 | Critics Choice Awards   | Beste originele scenario | The Substance | In afwachting |
| 2024 | Europese Filmprijzen    | Beste scenario           | The Substance | Genomineerd   |
| 2024 | Filmfestival van Cannes | Beste scenario           | The Substance | Gewonnen      |